# Treignat
Treignat – miejscowość i gmina we Francji, w regionie Owernia-Rodan-Alpy, w departamencie Allier.

## Demografia
Według danych na rok 1990 gminę zamieszkiwało 531 osób, a gęstość zaludnienia wynosiła 18 osób/km². W styczniu 2015 r. Treignat zamieszkiwało 466 osób, przy gęstości zaludnienia wynoszącej 15,8 osób/km².